# Дженни Хендрикс
Дженни Хендрикс (англ. Jenny Hendrix, род. 5 апреля 1986 года) — сценический псевдоним американской модели и порноактрисы Хизер Энн Дорси (англ. Heather Ann Dorsey).

## Биография
Хендрикс начала карьеру в порноиндустрии в 2004 году в возрасте 18 лет и с тех пор снялась в более чем 100 фильмах. Первоначально она работала стриптизёршей во Флориде, а затем в интернет-компании PinkTV. В 2009 году она снялась в фильме ужасов режиссёра Джея Волфела Live Evil. Она также снималась в видеоклипах группы LMFAO на песню «I’m in Miami Trick» и «10 Miles Wide» группы Escape the Fate.
19 августа 2011 года Хендрикс официально объявила, что уходит из порноиндустрии.
Насчитывается 92 официальных фильма с её участием.

## Премии и номинации
- 2009 AVN Award — Best Threeway Sex Scene — The Jenny Hendrix Anal Experience[5]
- 2011 номинация на AVN Award — Best Group Sex Scene — Bonny & Clide (вместе с Дэни Енсен, Джессикой Бангкок, Джулией Энн, Керри Луиз, Индией Саммер, Джаззи Берлин, Наташей Марли, Рейчел Рокс, Билли Глайдом, Энтони Розано, Полом Чаплином, Сетом Гемблом и Уиллом Пауэрсом)